# Türgüt Aykaç
Türgüt Aykaç, född den 1 januari 1958 i Adana, Turkiet, är en turkisk boxare som tog OS-brons i fjäderviktsboxning 1984 i Los Angeles. I semifinalen besegrades han av Peter Konyegwachie från Nigeria. Han började boxas 1975 i Adanaspor och tävlade 27 gånger för landslaget.